# 홉킨스구치습지쥐
홉킨스구치습지쥐(Pelomys hopkinsi)는 쥐과에 속하는 설치류의 일종이다. 케냐와 르완다, 우간다에서 발견되며, 부룬디에서도 서식하는 것으로 추정된다. 자연 서식지는 습지다. 서식지 감소로 위협을 받고 있다. 1955년 헤이먼(Robert William Hayman)이 기재했다. 일반명과 학명은 우간다에서 오랫동안 살았고, 곤충의 세 무리 이와 벼룩, 모기에 관한 연구로 유명한 곤충학자 홉킨스(George Henry Evans Hopkins, 1898-1973)의 이름을 따서 명명했다.